# Деверика
Деверика (лат. Abramis brama, плошчић) је слатководна, риба, припада реду шарана Cypriniformes, породици шарана  и потпородици клена Leuciscus. Максимална дужина ове врсте је до 75 cm, максимална маса до 8 kg. Деверике се мресте од месеца, до месеца.

## Опис и грађа
Деверика има високо, бочно спљоштено тело (посебно код старијих примерака и примерака из дубљих језера). Првих неколико година Деверика је сребрнасте боје. Касније, леђа добијају загаситозелену боју, хрбат се издиже, одвајајући сразмерно малу главу, са малим, ниже постављеним устима. Уста су јој врло су мекана, са предвиличним и виличним костима, а ждрелни зуби су једноредни и има их по 5 на сваком петом шкржном луку. Посебна карактеристика деверике је изразито дуго анално пераје, са 26 - 31 жбица, а по неким руским изворима 24 - 33. По броју жбица, ова врста се може разликовати од црнооке Деверике са 41 - 48 жбица шпицера са 39-46 жбица, носаре 20-25 жбица, и крупатице са 22 - 26 жбица. Деверика може нарасти до 75 cm дужине и до 6 kg масе, а животни век може бити и до 20 година, мада су најчешћи примерци деверике од 30 – 40 cm дужине и 0,5 до 1,5 kg масе.

## Навике, станиште, распрострањеност
Деверика најчешће настањује реке, али се може наћи и у језерима и каналима где има довољне дубине и довољно кисеоника. Као и већина осталих риба из фамилије Cyprinidae и Деверика је јатна риба, без обзира на узраст. Јато је готово увек састављено од јединки приближно истог узраста. Када подручја нису изразито погодна ту се Деверика појављује и остале врсте „беле рибе“, као јаз, бодорка, и др. Активност деверике одређује температура воде и од доба дана. Преко зиме, деверике се обично кртоже, сем у случају да пронађу подручје прилива топлије воде (термоцентрале, канализациони изливи, дубине у лукама испод шлепова) где има довољно хране. У пролећа, како се вода све више загрева, деверике постају активније и крећу у потрагу за храном неопходном за дозревање полних жлезда и припрему за мрест. Младе јединке Деверике се хране ситнијим представницима фауне дна (пужићи и шкољкице и др.), а веће и старије деверике једу сличну храну, само што је она већих димензија. У подручјима која су богата воденом фауном, деверике ће „пасти“ вегетацију, али не због ње саме, већ због обиља рачића и ларви разних инсеката које живе у тој вегетацији. С пролећа деверика се храни преко целог дана, иако најинтензивније ујутру и предвече. Са загревањем воде, време храњења се дели на јутарњи и вечерњи период. Са наступањем јесени и захлађењем, прелази се поново на режим сличан оном у пролеће до доласка зиме и кртожења. У потрази за храном јата деверика лутају водама и могу се срести и на муљевитим, песковитим па чак понекад и каменитим теренима. Ради исхране у лето, ујутро и, у мањој мери предвече, деверике прилазе обали из дубине и матице реке, а остатак дана у летњим данима проводе у хладнијим - дубљим деловима матице. Летење ноћи проводе у плићој води. Брзина раста деверике, пре свега зависи од количине доступне хране, тако да је њена величина врло променљива и зависи од места где она обитава.
Уобичајено станиште деверика је Европа северно од Алпа и Пиринеја, као и Балкан. Оне се могу наћи источно од све до Каспијског језера, Црног мора и Аралског језера. Обична деверика живи у рибњацима, језерима и каналима, те у спорим рекама.

## Размножавање
Деверика се мрести у добро затрављеној води, у априлу месецу и мрест траје до краја јуна при температури воде између 10 и 14 целзијусових степени. У плиткој води, до пола метра дубине, деверике се мресте у друштву осталих, њој сродних врста „беле рибе“, полажући икру на водену вегетацију. На местима заштићеним од ветра, мрест се одвија у ранијим јутарњим сатима, између 6 и 9 сати. Полну зрелост мужјак деверике стиче у трећој години живота, а женка до пете године. Женка, то све зависи од узраста тили величине, положи од 100.000 до 580.000 комада икре.
Деверика у Србији, спада у тзв. „белу рибу“ и рачуна се као риба III категорије. Законом о рибарству је заштићена минималном дужином излова од 20 cm.